# 헌팅던 (영국 의회 선거구)
헌팅던 (Huntingdon)은 영국 의회의 하원에서 지역을 대표하는 케임브리지셔주의 선거구이다. 2024년부터 보수당 소속의 벤 오베스제크티가 지역구 의원을 맡고 있다.
1295년 모범의회가 소집될 때부터 생겨난 유서 깊은 지역구로, 17세기 영국의 호국경이었던 올리버 크롬웰이 두 차례 (1628년~1629년, 1640년~1642년) 지역구 국회의원을 맡기도 했다. 보수당의 텃밭 지역구 중 하나로서 존 메이저 전 총리의 지역구이기도 했다.

## 역사
헌팅던 지역구의 역사는 크게 세 시대로 구분되는데, 1295년부터 1885년까지 의회자치구였던 시절, 1885년부터 1918년까지 의회 자치주였던 시절, 1983년부터 현재까지 해당되는 자치주 선거구 시절로 구분된다.
잉글랜드 왕국 시절이던 1295년 모범의회라는 완전한 의회가 처음 소집될 당시 각 의회자치구당 두 명의 의원이 선출되었다. 그 뒤로 1868년까지 매 의회마다 모든 지역에서 의원이 소집되었고, 헌팅던도 마찬가지였다. 17세기에는 올리버 크롬웰의 지역구이기도 하였다. 19세기 들어 1867년 개혁법으로 각 지역구의 대표의원이 1인으로 감소하였으며 헌팅던 지역구도 1명씩만 선출하게 되었다.
1885년 지역구개편법으로 모든 의회자치구가 폐지되고, 헌팅던셔를 대변하던 의원 2인 규모의 의회자치주 역시, 램지 지역구와 헌팅던 지역구라는 1인 지역구 두 개로 분할되었다. 두 지역구는 각각 노던과 서던이라고도 불렀다. 이후 1918년 국민대표법 제정으로 램지 지역구가 헌팅던 지역구에 편입되면서, 1인 지역구로서의 헌팅던셔 지역구가 부활하게 되었다.
1972년 지방정부법 제정으로 케임브리지셔 아일오브엘리와 헌팅던 피터버러의 두 주는 1974년 4월 1일 케임브리지셔주라는 비도시 자치주로 통합 출범하였다. 하지만 지역구에는 별다른 변화가 없다가 1983년 총선에 이르러서야 헌팅던, 가드맨체스터, 램지, 세인트이브스를 아우르는 헌팅던셔 일대가 지금의 헌팅던 지역구로 분할되었다. 헌팅던 지역구는 헌팅던 일대는 물론 바넉과 웨링턴과 같은 피터버러시 서부의 시골 지역도 포괄하게 되었다.
피터버러 남부 지역 (지금은 피터버러시에 편입)은 피터버러 지역구로, 세인트니오츠를 비롯한 케임브리지셔 최남단 지역은 사우스웨스트케임브리지셔 지역구로 신설되었다. 1997년 총선부터는 헌팅던 지역구 일부와 피터버러 지역구가 분할 통합되어 노스웨스트케임브리지셔로 신설되었다.
1983년 지역구 부활 당시 존 메이저 의원이 처음 당선되었다. 그는 1990년부터 1997년까지 영국 총리를 역임하였으며 2001년 국회의원직에서 물러났다. 1992년 총선 당시 존 메이저 의원이 기록한 표차 (36,230표)는 1832년 이래 역대 총선에서 그 누구도 기록하지 못했던 가장 큰 득표차였으나, 2017년 영국 총선에서 노즐리 선거구에 출마한 조지 하워스 후보가 42,214표를 기록하면서 갱신하였다.

## 관할 구역
지역구 내 대표 도시로는 세인트니오츠, 헌팅던, 세인트이브스, 가드맨체스터가 있으며 그 외 케임브리지셔주 서부의 작은 마을들도 포괄한다.
다음 역대 관할구역의 목록이다.
- 1832–1885년: 헌팅던과 가드맨체스터[1]

- 1885–1918년: 리프턴스톤, 토즐랜드 (헌팅던, 가드맨체스터, 세인트니오츠 마을 포함)[2]

- 1983–1997년: 헌팅던구 브램턴, 베리, 어리스, 엘링턴, 엘턴, 파싯, 펜스탠턴, 가드맨체스터, 허밍퍼드애봇 힐턴, 허밍퍼드그레이, 휴턴 와이턴, 헌팅던노스, 헌팅던웨스트, 킴볼턴, 니들워스, 램지, 소트리, 서머셤, 스틸턴, 세인트이브스노스, 세인트이브스사우스, 스터클리스, 업우드 레이블리스, 워보이스, 옉슬리. 피터버러시 바넉, 글린턴, 노스버러, 웨링턴, 위터링.[3]

- 1997–2010년: 헌팅던구 브램턴, 버크던, 이턴포드, 이턴소콘, 엘링턴, 아인즈베리, 펜스탠턴, 가드맨체스터, 그랜스던, 허밍퍼드애봇 힐턴, 허밍퍼드그레이, 휴턴 와이턴, 헌팅던노스, 헌팅던웨스트, 킴볼턴, 니들워스, 팩스턴, 프라이어리파크, 세인트이브스노스, 세인트이브스사우스, 스토턴, 오포즈, 스터클리스.[4]

옛 사우스웨스트케임브리지셔 선거구에 속해 있던 세인트니오츠를 비롯한 헌팅던구 일부가 넘어왔다. 피터버러시의 웨링턴 선거지역은 피터버러로 넘어갔다. 나머지 피터버러시 선거지역과 램지 등의 헌팅던구 북쪽 일대는 이번에 신설된 노스웨스트케임브리지셔로 넘어갔다.
- 2010년~2024년: 헌팅던셔구 앨콘베리 스터클리스, 브램턴, 버크던, 펜스탠턴, 가드맨체스터, 그랜스던, 오퍼즈, 헌팅던이스트, 헌팅던노스, 헌팅던웨스트, 킴볼턴, 스토턴, 리틀팩스턴, 세인트이브스이스트, 세인트이브스사우스, 세인트이브스웨스트, 세이트니오츠이튼퍼드, 세인트니오츠이튼소콘, 세인트니오츠아인즈베리, 세인트니오츠프라이어리파크, 헤밍퍼즈.[5]

지역의회 선거지역 개편결과를 반영했다. 노스웨스트케임브리지셔 지역구에 몇몇 지역이 넘어갔다.
- 2024년~: 헌팅던셔구 앨콘베리, 브램턴, 버크던, 코드맨체스터 허밍퍼드애보츠, 그레이트스토턴, 허밍퍼드그레이 휴턴, 홀리웰컴니딩워스, 헌팅던이스트, 헌팅던노스, 킴볼턴, 세인트이브스이스트, 세인트이브스사우스, 세인트이브스웨스트, 소트리, 소머셤, 더스터클리스, 워보이스[6]

2023년 웨스트민스터 선거구 정기심의 결과 일부 관할구역을 세인트니오츠 미드케임브리지셔로 넘기게 되었다.

## 역대 국회의원

### 잉글랜드 의회 시절
| 의회          | 제1의원                  | 제2의원                                                   |
| ------------- | ------------------------ | --------------------------------------------------------- |
| 1361년        | 윌리엄 와이트맨          |                                                           |
| 1365년        | 윌리엄 와이트맨          |                                                           |
| 1366년        | 윌리엄 와이트맨          |                                                           |
| 1369년        | 윌리엄 와이트맨          |                                                           |
| 1371년        | 윌리엄 와이트맨          |                                                           |
| 1372년        | 윌리엄 와이트맨          |                                                           |
| 1373년        | 윌리엄 와이트맨          |                                                           |
| 1376년        | 윌리엄 와이트맨          |                                                           |
| 1377년 1월    | 윌리엄 와이트맨          |                                                           |
| 1377년 10월   | 윌리엄 와이트맨          |                                                           |
| 1378년        | 윌리엄 와이트맨          |                                                           |
| 1380년 1월    | 윌리엄 와이트맨          |                                                           |
| 1381년        | 윌리엄 와이트맨          |                                                           |
| 1382년 5월    | 윌리엄 와이트맨          |                                                           |
| 1382년 10월   | 윌리엄 와이트맨          |                                                           |
| 1383년 10월   | 윌리엄 와이트맨          |                                                           |
| 1384년 4월    | 윌리엄 와이트맨          |                                                           |
| 1384년 11월   | 윌리엄 와이트맨          |                                                           |
| 1386년        | 윌리엄 루턴              | 토머스 대니얼                                             |
| 1388년 11월   | 윌리엄 와이트맨          | 토머스 대니얼                                             |
| 1388년 9월    | 윌리엄 와이트맨          | 토머스 대니얼                                             |
| 1390년 1월    | 윌리엄 와이트맨          | 토머스 대니얼                                             |
| 1390년 11월   |                          |                                                           |
| 1391년        | 윌리엄 와이트맨          | 윌리엄 루턴                                               |
| 1393년        | 윌리엄 올본              | 존 페이브넘                                               |
| 1394년        | 헨리 프라우드            | 존 던헤드 1세                                             |
| 1395년        | 존 커틀러                | 존 던헤드 2세                                             |
| 1397년 1월    | 월터 윌러드비            | 존 던헤드 1세                                             |
| 1397년 9월    | 존 호킨                  | 존 던헤드 2세                                             |
| 1399년        | 존 호킨                  | 리처드 프런티스                                           |
| 1401년        | 존 새브리스포스          | 존 루스                                                   |
| 1402년        | 월터 데브넘              | 앰브로스 뉴턴                                             |
| 1404년 1월    |                          |                                                           |
| 1404년 10월   |                          |                                                           |
| 1406년        | 존 호킨                  | 리처드 프런티스                                           |
| 1407년        | 리처드 프런티스          | 존 내빗                                                   |
| 1410년        |                          |                                                           |
| 1411년        | 로버트 펙                | 토머스 프리먼                                             |
| 1413년 2월    |                          |                                                           |
| 1413년 5월    | 로버트 펙                | 존 던튼                                                   |
| 1414년 4월    | 로버트 펙                | 존 던튼                                                   |
| 1414년 11월   | 로저 체임벌린            | 존 폭스턴                                                 |
| 1415년        | 로버트 펙                | 존 비클리                                                 |
| 1416년 3월    | 로버트 펙                | 존 던튼                                                   |
| 1416년 10월   |                          |                                                           |
| 1417년        | 존 페트                  | 리처드 프리먼                                             |
| 1419년        | 리처드 스파이서          | 휴 파슨                                                   |
| 1420년        | 존애봇슬리               | 존 폭스턴                                                 |
| 1421년 5월    | 로버트 펙 2세            | 존 콜스                                                   |
| 1421년 12월   | 로버트 펙 2세            | 조지 기딩                                                 |
| 1510년~1523년 | (신원 미상)              | (신원 미상)                                               |
| 1529년        | 토머스 홀                | 윌리엄 웨비                                               |
| 1536년        | ?                        |                                                           |
| 1539년        | ?                        |                                                           |
| 1542년        | ?                        |                                                           |
| 1545년        | ?                        |                                                           |
| 1547년        | 존 아스콧                | 존 밀리센트                                               |
| 1553년 3월    | 윌리엄 타이어위트        | 토머스 마리아 윙필드                                      |
| 1553년 10월   | 토머스 마리아 윙필드     | 존 퍼비                                                   |
| 1554년 4월    | 토머스 마리아 윙필드     | 사이먼 트로크모턴                                         |
| 1554년 11월   | 필립 클램프              | 윌리엄 호우드                                             |
| 1555년        | 로버트 브로크뱅크        | 토머스 월리치                                             |
| 1558년        | 로버트 브로크뱅크        | 존 브리건딘                                               |
| 1559년 1월    | 리처드 패트릭            | 윌리엄 심코츠                                             |
| 1562년/63년   | 리처드 구더릭            | 조지 블리스                                               |
| 1571년        | 트라이스트럼 타이어위트  | 랄프 로크비                                               |
| 1572년 4월    | 토머스 슬레이드          | 존 터핀                                                   |
| 1584년 11월   | 프랜시스 플라워          | 윌리엄 서빙턴                                             |
| 1586년        | 프랜시스 플라워          | 윌리엄 서빙턴                                             |
| 1588년 10월   | 프랜시스 플라워          | 윌리엄 서빙턴                                             |
| 1593년        | 로버트 리                | 로버트 크롬웰                                             |
| 1597년 10월   | 리처드 크롬웰            | 로버트 크룩                                               |
| 1601년        | 윌리엄 비처              | 토머스 치칠리                                             |
| 1604년        | 헨리 크롬웰              | 토머스 할리                                               |
| 1614년        | 크리스토퍼 해턴 경       | 마일스 플리트우드                                         |
| 1621–1622년   | 헨리 세인트 존 경        | 제1대 준남작 마일스 샌디스                                |
| 1624년        | 아서 메인워링 경         | 헨리 세인트 존 경                                         |
| 1625년        | 아서 메인워링 경         | 헨리 세인트 존 경                                         |
| 1626년        | 아서 메인워링 경         | 존 골즈버러                                               |
| 1628년        | 올리버 크롬웰            | 제임스 몬터규                                             |
| 1629~1640년   | (의회 미소집)            | (의회 미소집)                                             |
| 1640년 4월    | 로버트 버나드            | 윌리엄 몬터규                                             |
| 1640년 11월   | 조지 몬터규              | 에드워드 몬터규 (1644년 작위수여, 에이브러햄 버렐로 대체) |
| 1653년        | (베어본 의회, 의원 없음) | (베어본 의회, 의원 없음)                                  |
| 1654년        | 존 버나드                |                                                           |
| 1656년        | 존 버나드                |                                                           |
| 1659년        | 존 서로어                | 존 버나드                                                 |
| 1659년        | 에이브러햄 버렐          |                                                           |

### 1660년~1868년
| 연도        |                     | 의원                     | 정당                   |                     | 의원                        | 정당                |
| ----------- | ------------------- | ------------------------ | ---------------------- | ------------------- | --------------------------- | ------------------- |
| 1660년      |                     | 존 버나드                |                        |                     | 니컬라스 페들리             |                     |
| 1661년      |                     | 제3대 준남작 존 커튼     |                        |                     | 리오넬 월든                 |                     |
| 1679년 4월  |                     | 시드니 워틀리몬터규      |                        |                     | 니컬라스 페들리             |                     |
| 1679년 8월  |                     | 시드니 워틀리몬터규      | 리오넬 월든            |                     |                             |                     |
| 1685년      |                     | 올리버 몬터규            | 리오넬 월든            |                     |                             |                     |
| 1689년      |                     | 존 빅                    |                        |                     | 시드니 워틀리몬터규         |                     |
| 1690년      |                     | 리처드 몬터규            |                        |                     | 시드니 워틀리몬터규         |                     |
| 1695년      |                     | 리처드 몬터규            | 존 포클링턴            |                     |                             |                     |
| 1697년      |                     | 프랜시스 워틀리몬터규    | 존 포클링턴            |                     |                             |                     |
| 1698년      |                     | 프랜시스 워틀리몬터규    | 에드워드 카틀렛        |                     |                             |                     |
| 1701년      |                     | 프랜시스 워틀리몬터규    | 찰스 보일              |                     |                             |                     |
| 1702년      |                     | 앤서니 해먼드            | 찰스 보일              |                     |                             |                     |
| 1705년      |                     | 에드워드 워틀리 몬터규   |                        |                     | 제4대 커닝턴 준남작 존 코튼 |                     |
| 1706년      |                     | 에드워드 워틀리 몬터규   | 존 페들리              |                     |                             |                     |
| 1708년      |                     | 에드워드 워틀리 몬터규   | 프랜시스 페이지        |                     |                             |                     |
| 1713년      |                     | 시드니 워틀리몬터규      |                        |                     | 히칭브루크 자작             |                     |
| 1722년      |                     | 에드워드 워틀리 몬터규   |                        |                     | 로저 핸더자이드             |                     |
| 1734년      |                     | 에드워드 몬터규          |                        |                     | 로저 핸더자이드             |                     |
| 1741년 5월  |                     | 에드워드 몬터규          | 윌스 힐                |                     |                             |                     |
| 1741년 12월 |                     | 에드워드 몬터규          | 앨버트 네스빗          |                     |                             |                     |
| 1747년      |                     | 에드워드 몬터규          | 컬랜드 코트니          |                     |                             |                     |
| 1748년      |                     | 에드워드 몬터규          | 존 몬터규              |                     |                             |                     |
| 1754년      |                     | 에드워드 몬터규          | 로버트 존스            |                     |                             |                     |
| 1768년      |                     | 헨리 시뮤어              | 로버트 존스            |                     |                             |                     |
| 1774년 2월  |                     | 헨리 시뮤어              | 윌리엄 어거스트 몬터규 |                     |                             |                     |
| 1774년 10월 |                     | 조지 움벨                | 윌리엄 어거스트 몬터규 |                     |                             |                     |
| 1776년      |                     | 조지 움벨                | 멀그레이브 경          | 토리당              |                             |                     |
| 1780년      |                     | 휴 폴리저                | 멀그레이브 경          | 토리당              | 토리당                      |                     |
| 1784년      |                     | 월터 롤린슨 경           | 토리당                 |                     | 랜슬롯 브라운               | 토리당              |
| 1787년      |                     | 월터 롤린슨 경           | 토리당                 | 존 윌렛 페인        | 토리당                      |                     |
| 1790년 6월  |                     | 존 조지 몬터규           | 토리당                 | 존 윌렛 페인        | 토리당                      |                     |
| 1790년 12월 |                     | 헨리 스피드              | 토리당                 | 존 윌렛 페인        | 토리당                      |                     |
| 1796년      |                     | 윌리엄 헨리 펠로스       | 토리당                 |                     | 존 캘버트                   | 토리당              |
| 1807년      |                     | 윌리엄 미크 파머         | 토리당                 |                     | 존 캘버트                   | 토리당              |
| 1809년      |                     | 새뮤얼 파머              | 토리당                 |                     | 존 캘버트                   | 토리당              |
| 1818년      |                     | 윌리엄 어거스터스 몬터규 | 토리당                 |                     | 존 캘버트                   | 토리당              |
| 1820년      |                     | 앤크램 백작              | 토리당                 |                     | 존 캘버트                   | 토리당              |
| 1824년      |                     | 제임스 스튜어트          | 토리당                 |                     | 존 캘버트                   | 토리당              |
| 1831년      |                     | 조너선 필                | 토리당                 |                     | 프레드릭 폴록               | 토리당              |
| 1834년      |                     | 조너선 필                | 보수당                 |                     | 프레드릭 폴록               | 보수당              |
| 1844년      |                     | 조너선 필                | 보수당                 | 토머스 발링         | 보수당                      |                     |
| 1868년      | 의원수 1인으로 감축 | 의원수 1인으로 감축      | 의원수 1인으로 감축    | 의원수 1인으로 감축 | 의원수 1인으로 감축         | 의원수 1인으로 감축 |

### 1868년~1918년
| 선거 | 선거       | 의원                        | 정당                        |
| ---- | ---------- | --------------------------- | --------------------------- |
|      | 1868년     | 토머스 발링                 | 보수당                      |
|      | 1873년     | 존 버그리스 카슬레이크 경   | 보수당                      |
|      | 1876년     | 에드워드 몬터규             | 보수당                      |
|      | 1884년     | 로버트 필 경                | 보수당                      |
|      | 1885년     | 토머스 쿠트                 | 자유당                      |
|      | 1886년     | 아서 스미스베리             | 보수당                      |
|      | 1900년     | 조지 몬터규                 | 보수당                      |
|      | 1906년     | 새뮤얼 위트브레드           | 자유당                      |
|      | 1910년 1월 | 존 케이터                   | 보수당                      |
|      | 1918년     | 선거구 폐지 (헌팅던셔 신설) | 선거구 폐지 (헌팅던셔 신설) |

### 1983년~
| 선거 | 선거   | 의원            | 정당   |
| ---- | ------ | --------------- | ------ |
|      | 1983년 | 존 메이저       | 보수당 |
|      | 2001년 | 조너선 재노글리 | 보수당 |
|      | 2024   | 벤 오베스제크티 | 보수당 |

## 역대 선거 결과

### 2020년대
|  | 35.1% |

|  | 32.2% |

|  | 15.4% |

|  | 9.3% |

|  | 5.8% |

|  | 2.2% |

### 2010년대
|  | 54.8% |

|  | 22.0% |

|  | 15.9% |

|  | 3.8% |

|  | 3.0% |

|  | 0.5% |

|  | 55.1% |

|  | 30.9% |

|  | 8.5% |

|  | 3.7% |

|  | 1.8% |

|  | 53.0% |

|  | 18.3% |

|  | 16.9% |

|  | 7.8% |

|  | 3.9% |

|  | 48.9% |

|  | 28.9% |

|  | 11.0% |

|  | 6.0% |

|  | 2.6% |

|  | 1.2% |

|  | 1.0% |

|  | 0.3% |

### 2000년대
|  | 50.8% |

|  | 26.3% |

|  | 18.7% |

|  | 4.1% |

|  | 49.9% |

|  | 23.9% |

|  | 22.8% |

|  | 3.4% |

### 1990년대
|  | 55.3% |

|  | 23.5% |

|  | 14.7% |

|  | 5.5% |

|  | 0.6% |

|  | 0.3% |

|  | 0.2% |

1997년 총선 실시 전에 선거구 개편이 이루어졌으며, 따라서 득표율 변화는 1992년 총선을 기반으로 한 것이 아니다.
|  | 66.2% |

|  | 16.9% |

|  | 12.8% |

|  | 1.4% |

|  | 1.2% |

|  | 1.0% |

|  | 0.3% |

|  | 0.1% |

|  | 0.1% |

|  | 0.0% |

### 1980년대
|  | 63.6% |

|  | 21.1% |

|  | 13.9% |

|  | 1.4% |

|  | 62.4% |

|  | 25.3% |

|  | 11.5% |

|  | 0.8% |

### 1910년대
|  | 51.7% |

|  | 48.3% |

|  | 54.0% |

|  | 46.0% |

### 1900년대
|  | 55.4% |

|  | 44.6% |

|  | 53.5% |

|  | 46.5% |

### 1890년대
|  | 53.9% |

|  | 46.1% |

|  | 50.2% |

|  | 49.8% |

### 1880년대
|  | 51.8% |

|  | 48.2% |

|  | 51.6% |

|  | 48.4% |

|  | 50.5% |

|  | 49.5% |

에드워드 몬태규 의원의 일대귀족 임명으로 샌드위치 백작이 되면서 치러진 선거다.
| 1880년 영국 총선헌팅던 |                 |        |        |        |      |      |
| 유권자수: 1,052명      |                 |        |        |        |      |      |
| 후보                   | 후보            | 정당   | 득표   | 득표율 | 당락 | 비고 |
|                        | 에드워드 몬태규 | 보수당 | 무투표 | 무투표 | 당선 |      |
|                        | 보수당 유지     |        |        |        |      |      |

### 1870년대
| 1876년 2월 16일 재보궐선거헌팅던 |                 |        |        |        |      |      |  |
|                                  |                 |        |        |        |      |      |  |
| 후보                             | 후보            | 정당   | 득표   | 득표율 | 당락 | 비고 |  |
|                                  | 에드워드 몬태규 | 보수당 | 무투표 | 무투표 | 당선 |      |  |
|                                  | 보수당 유지     |        |        |        |      |      |  |

카슬레이크 의원의 사퇴에 따라 치러졌다.
| 1874년 3월 16일 재보궐선거헌팅던 |                      |        |        |        |      |      |  |
|                                  |                      |        |        |        |      |      |  |
| 후보                             | 후보                 | 정당   | 득표   | 득표율 | 당락 | 비고 |  |
|                                  | 존 버기스 카슬레이크 | 보수당 | 무투표 | 무투표 | 당선 |      |  |
|                                  | 보수당 유지          |        |        |        |      |      |  |

카슬레이크 의원의 잉글랜드 웨일스 법무장관 임명에 따라 치러졌다.
| 1874년 영국 총선헌팅던 |                      |        |        |        |      |      |
| 유권자수: 1,049명      |                      |        |        |        |      |      |
| 후보                   | 후보                 | 정당   | 득표   | 득표율 | 당락 | 비고 |
|                        | 존 버기스 카슬레이크 | 보수당 | 무투표 | 무투표 | 당선 |      |
|                        | 보수당 유지          |        |        |        |      |      |

|  | 59.4% |

|  | 40.6% |

바링 의원의 사망으로 치러졌다.

### 1860년대
| 1868년 영국 총선헌팅던 |             |        |        |        |      |      |
| 유권자수: 976명        |             |        |        |        |      |      |
| 후보                   | 후보        | 정당   | 득표   | 득표율 | 당락 | 비고 |
|                        | 토머스 바링 | 보수당 | 무투표 | 무투표 | 당선 |      |
|                        | 보수당 유지 |        |        |        |      |      |

선출의원수를 1인으로 줄인 첫 선거.
| 1866년 7월 11일 재보궐선거헌팅던 |             |        |        |        |      |      |  |
|                                  |             |        |        |        |      |      |  |
| 후보                             | 후보        | 정당   | 득표   | 득표율 | 당락 | 비고 |  |
|                                  | 조너선 필   | 보수당 | 무투표 | 무투표 | 당선 |      |  |
|                                  | 보수당 유지 |        |        |        |      |      |  |

조너선 필 의원이 전쟁장관에 임명되면서 치러졌다.
| 1865년 영국 총선헌팅던 |             |        |        |        |      |      |
| 유권자수: 383명        |             |        |        |        |      |      |
| 후보                   | 후보        | 정당   | 득표   | 득표율 | 당락 | 비고 |
|                        | 토머스 바링 | 보수당 | 무투표 | 무투표 | 당선 |      |
|                        | 조너선 필   | 보수당 | 무투표 | 무투표 | 당선 |      |
|                        | 보수당 유지 |        |        |        |      |      |
|                        | 보수당 유지 |        |        |        |      |      |

### 1850년대
| 1859년 영국 총선헌팅던 |             |        |        |        |      |      |
| 유권자수: 378명        |             |        |        |        |      |      |
| 후보                   | 후보        | 정당   | 득표   | 득표율 | 당락 | 비고 |
|                        | 토머스 바링 | 보수당 | 무투표 | 무투표 | 당선 |      |
|                        | 조너선 필   | 보수당 | 무투표 | 무투표 | 당선 |      |
|                        | 보수당 유지 |        |        |        |      |      |
|                        | 보수당 유지 |        |        |        |      |      |

| 1858년 3월 4일 재보궐선거헌팅던 |             |        |        |        |      |      |  |
|                                 |             |        |        |        |      |      |  |
| 후보                            | 후보        | 정당   | 득표   | 득표율 | 당락 | 비고 |  |
|                                 | 조너선 필   | 보수당 | 무투표 | 무투표 | 당선 |      |  |
|                                 | 보수당 유지 |        |        |        |      |      |  |

조너선 필 의원의 전쟁장관 임명으로 치러졌다.
| 1857년 영국 총선헌팅던 |             |        |        |        |      |      |
| 유권자수: 382명        |             |        |        |        |      |      |
| 후보                   | 후보        | 정당   | 득표   | 득표율 | 당락 | 비고 |
|                        | 토머스 바링 | 보수당 | 무투표 | 무투표 | 당선 |      |
|                        | 조너선 필   | 보수당 | 무투표 | 무투표 | 당선 |      |
|                        | 보수당 유지 |        |        |        |      |      |
|                        | 보수당 유지 |        |        |        |      |      |

| 1852년 영국 총선헌팅던 |             |        |        |        |      |      |
| 유권자수: 390명        |             |        |        |        |      |      |
| 후보                   | 후보        | 정당   | 득표   | 득표율 | 당락 | 비고 |
|                        | 토머스 바링 | 보수당 | 무투표 | 무투표 | 당선 |      |
|                        | 조너선 필   | 보수당 | 무투표 | 무투표 | 당선 |      |
|                        | 보수당 유지 |        |        |        |      |      |
|                        | 보수당 유지 |        |        |        |      |      |

### 1840년대
| 1847년 영국 총선헌팅던 |             |        |        |        |      |      |
| 유권자수: 373명        |             |        |        |        |      |      |
| 후보                   | 후보        | 정당   | 득표   | 득표율 | 당락 | 비고 |
|                        | 토머스 바링 | 보수당 | 무투표 | 무투표 | 당선 |      |
|                        | 조너선 필   | 보수당 | 무투표 | 무투표 | 당선 |      |
|                        | 보수당 유지 |        |        |        |      |      |
|                        | 보수당 유지 |        |        |        |      |      |

| 1844년 4월 22일 재보궐선거헌팅던 |             |        |        |        |      |      |  |
|                                  |             |        |        |        |      |      |  |
| 후보                             | 후보        | 정당   | 득표   | 득표율 | 당락 | 비고 |  |
|                                  | 토머스 바링 | 보수당 | 무투표 | 무투표 | 당선 |      |  |
|                                  | 보수당 유지 |        |        |        |      |      |  |

폴록 의원이 재무법원 최고법관 (Chief Justice of the Court of the Exchequer)으로 임명되면서 의원직에서 사퇴하여 치러졌다.
| 1841년 9월 14일 재보궐선거헌팅던 |               |        |        |        |      |      |  |
|                                  |               |        |        |        |      |      |  |
| 후보                             | 후보          | 정당   | 득표   | 득표율 | 당락 | 비고 |  |
|                                  | 프레더릭 폴록 | 보수당 | 무투표 | 무투표 | 당선 |      |  |
|                                  | 조너선 필     | 보수당 | 무투표 | 무투표 | 당선 |      |  |
|                                  | 보수당 유지   |        |        |        |      |      |  |
|                                  | 보수당 유지   |        |        |        |      |      |  |

조너선 필 의원이 군수총감 (Surveyor-General of the Ordnance)에, 조너선 폴록 의원이 잉글랜드 웨일스 법무장관에 임명되면서 치러졌다.
| 1841년 영국 총선헌팅던 |               |        |        |        |      |      |
| 유권자수: 416명        |               |        |        |        |      |      |
| 후보                   | 후보          | 정당   | 득표   | 득표율 | 당락 | 비고 |
|                        | 프레더릭 폴록 | 보수당 | 무투표 | 무투표 | 당선 |      |
|                        | 조너선 필     | 보수당 | 무투표 | 무투표 | 당선 |      |
|                        | 보수당 유지   |        |        |        |      |      |
|                        | 보수당 유지   |        |        |        |      |      |

### 1830년대
| 1837년 영국 총선헌팅던 |               |        |        |        |      |      |
| 유권자수: 356명        |               |        |        |        |      |      |
| 후보                   | 후보          | 정당   | 득표   | 득표율 | 당락 | 비고 |
|                        | 프레더릭 폴록 | 보수당 | 무투표 | 무투표 | 당선 |      |
|                        | 조너선 필     | 보수당 | 무투표 | 무투표 | 당선 |      |
|                        | 보수당 유지   |        |        |        |      |      |
|                        | 보수당 유지   |        |        |        |      |      |

| 1835년 영국 총선1835헌팅던 |               |        |        |        |      |      |
| 유권자수: 380명            |               |        |        |        |      |      |
| 후보                       | 후보          | 정당   | 득표   | 득표율 | 당락 | 비고 |
|                            | 프레더릭 폴록 | 보수당 | 무투표 | 무투표 | 당선 |      |
|                            | 조너선 필     | 보수당 | 무투표 | 무투표 | 당선 |      |
|                            | 보수당 유지   |        |        |        |      |      |
|                            | 보수당 유지   |        |        |        |      |      |

|  | 31.1% |

|  | 30.0% |

|  | 22.5% |

|  | 16.5% |

|  | 46.3% |

|  | 46.3% |

|  | 4.1% |

|  | 3.4% |

|  | TBA |

|  | TBA |

당시 기록에 따르면 휘그당의 새뮤얼 웰스와 헨리 스위팅이 후보로 나섰으며, 7표를 얻은 보수당의 존 캘버트, 5표를 얻은 제임스 스튜어트 후보보다 "10대 1의 압도적인 표차"로 승리했다고 한다. 그러나 시장이 보수당의 캘버트와 스튜어트 후보가 유효표의 과반을 득표한 것으로 선언하고 선거 자체를 무효화하면서 무투표 당선으로 처리되었다.

## 같이 보기
- 케임브리지셔주의 의회 선거구
- 노스웨스트케임브리지셔

### 참조주
1. ↑  “H.M.S.O. Boundary Commission Report 1868, Huntingdon”. 《www.visionofbritain.org.uk》. 2019년 3월 5일에 확인함.
2. ↑  “H.M.S.O. Boundary Commission Report 1885, Huntingdonshire”. 《www.visionofbritain.org.uk》. 2019년 3월 5일에 확인함.
3. ↑  “The Parliamentary Constituencies (England) Order 1983”. 《www.legislation.gov.uk》. 2019년 3월 5일에 확인함.
4. ↑  “The Parliamentary Constituencies (England) Order 1995”. 《www.legislation.gov.uk》. 2019년 3월 5일에 확인함.
5. ↑  “The Parliamentary Constituencies (England) Order 2007”. 《www.legislation.gov.uk》. 2019년 3월 5일에 확인함.
6. ↑  “The Parliamentary Constituencies Order 2023”. Schedule I Part 2 Eastern region.
7. ↑  “History of Parliament”. History of Parliament Trust. 2011년 11월 16일에 확인함.
8. 1 2 3 4 5 6 7 8 9 10 11 12 13 14 15 16 17 18 19 20 21 22  “History of Parliament”. 2011년 9월 29일에 확인함.
9. 1 2 3 4 5 6 7 8 9  “History of Parliament”. 2011년 9월 29일에 확인함.
10. 1 2 3 4 5 6 7 8  “History of Parliament”. 2011년 9월 29일에 확인함.
11. 1 2 3 4  레이그 레이먼트의 연도별 국회의원 목록 (Leigh Rayment's Historical List of MPs) –  'H'로 시작하는 선거구 - part 4
12. 1 2 3 4 5 6 7 8 9 10 11 12 13 14 15 16 17 18 19 20 21 22 23  Stooks Smith, Henry. (1973) [1844-1850].  Craig, F. W. S., 편집. 《TheParliaments of England》 2판. Chichester: Parliamentary Research Services. 151–153쪽. ISBN 0-900178-13-2.
13. 1 2 3 4 5 6 7 8 9 10 11 12 13 14 15 16 17 18 19 20 21 22 23 24 25  Craig, F. W. S., 편집. (1977). 《British Parliamentary Election Results 1832-1885》 (e-book) 1판. London: Macmillan Press. ISBN 978-1-349-02349-3.
14. ↑  “STATEMENT OF PERSONS NOMINATED AND NOTICE OF POLL” (PDF). 2024년 6월 7일.“DECLARATION OF RESULT OF POLL” (PDF). 2024년 7월 4일.
15. ↑  https://www.huntingdonshire.gov.uk/media/4060/statement-of-persons-nominated-_-notice-of-poll-huntingdon-12-december-2019.pdf 보관됨 2021-09-26 - 웨이백 머신 [{{{설명}}}]
16. ↑  “Candidates standing in the in Cambridgeshire”. 2017년 5월 12일.
17. ↑  “Election Data 2015”. Electoral Calculus. 2015년 10월 17일에 원본 문서에서 보존된 문서. 2015년 10월 17일에 확인함.
18. 1 2  “UK Election Results”.
19. ↑  “mgUserInfo.aspx?UID=123”. 2024년 5월 21일에 원본 문서에서 보존된 문서. 2015년 1월 30일에 확인함.
20. ↑  “Prospective Candidates”.
21. ↑  “Election Data 2010”. Electoral Calculus. 2013년 7월 26일에 원본 문서에서 보존된 문서. 2015년 10월 17일에 확인함.
22. ↑  http://www.jonathansalt.co.uk 보관됨 14 4월 2010 - 웨이백 머신
23. ↑  “Local Radio station Star 107”. 2020년 1월 10일에 원본 문서에서 보존된 문서. 2024년 7월 15일에 확인함.
24. ↑  “UK results April 1992”. 《Richard Kimber's Political Science Resources》. Politics Resources. 1992년 4월 9일. 2016년 3월 3일에 원본 문서에서 보존된 문서. 2010년 12월 6일에 확인함.
25. 1 2  “British Parliamentary Election results 1983-97: English Counties”. 《www.election.demon.co.uk》.
26. 1 2 3 4 5 6 7 8  F. W. S. Craig (1989), British Parliamentary Election Results, 1885–1918. Aldershot: Parliamentary Research Services. p. 299
27. ↑  “Election of Sir R. Peel for Huntingdon”. 《Edinburgh Evening News》. 1884년 3월 22일. 4면. 2017년 12월 1일에 확인함 – British Newspaper Archive 경유.
28. ↑  “Huntingdon and Godmanchester Election”. 《Huntingdon, Bedford & Peterborough Gazette》. 1832년 12월 15일. 1면. 2020년 4월 16일에 확인함 – British Newspaper Archive 경유.
29. 1 2 3  Harratt, Simon. “Huntingdon”. 《The History of Parliament》. 2020년 4월 16일에 확인함.

| 영국 의회     | 영국 의회                        | 영국 의회              |
| ------------- | -------------------------------- | ---------------------- |
| 이전 핀칠리   | 영국 총리의 지역구 1990년~1997년 | 이후 세지필드          |
| 이전 세지필드 | 야당 대표의 지역구 1997년        | 이후 리치먼드 (요크스) |
| 이전 블레이비 | 재무장관의 지역구 1989년~1990년  | 이후 킹스턴어펀템스    |